# 姜師度
姜师度（7世纪—723年），唐朝官员，魏州魏县（今河北省魏县东南）人。
姜师度明经出身。历任丹陵尉、龙岗令。唐中宗神龙初年，为易州刺史、兼御史中丞，河北道监察兼支度营田使。神龙三年（707年）为沧州刺史。当时蓟门之北涨水为沟，来防备奚、契丹。按照曹操故迹，依海穿凿为平虏渠，以避海运之险。加银青光禄大夫，担任大理卿。景云二年（711年），转任司农卿。开元初年，担任陕州刺史，改革太原仓运道，从高处将米倾倒在船上，所省以万相计。担任太子詹事。开元五年（717年），唐玄宗将营州迁回柳城（今辽宁省朝阳市），他担任营田支度修筑使。次年，担任河中尹，疏浚安邑盐池水道，设置盐屯，公私获利。转任同州刺史，引洛水、黄河水灌通古通灵陂，灌溉稻田二千余顷。官至将作大匠、摄御史中丞。与善占星纬的傅孝忠齐名：“傅孝忠两眼看天，姜师度一心穿地。”开元十一年（723年）病卒，年七十余岁。